# 徐波 (企业家)
徐波（1977年12月20日—），湖北武漢人，網路遊戲公司多益网络董事长，曾任職於網易，為中國網路名人。他有許多爭議言論，在2018年曾主張一夫多妻制，同時是反女權主義者，長期於微博鼓吹女子無才便是德、女人在家相夫等主張，並於2019年3月在公司聊天群發送色情影片而成為商業界新聞。
2020年2月，徐波曾举报武汉病毒研究所涉嫌制造并泄露传播了病毒。11月，徐波提出入職滿1年員工向其發感謝紅包、員工自願降薪等企业要求。

## 争议
2018年，有文章称徐波为网易前高管，主张一夫多妻制，与6个女人生12个娃。徐波否认该文章的所有内容，称其未婚、尊重女性。网易则否认徐波为网易前高管。